# 4tsu no L
4tsu no L, Yottsu no Eru (4つのL), também pode ser chamado simplesmente de 4 L, é o quarto álbum de estúdio da cantora Ayaka Hirahara. Seu nome significa "Os quatro L's" que vem das palavras em inglês LOVE (amor), LIFE (vida), LUCK (sorte), LIVE (viva). Tem 16 faixas, sendo 3 muito populares: 1-Chikai: além de single foi usada como tema de abertura das olimpíadas no canal NHK; 2-Reset: foi tema do jogo de PS2 e Wii da Capcom, Okami; 3-Hajimari no Kaze: foi abertura das duas temporadas do animê Saiunkoku Monogatari. Foi lançado em duas versões, CD (edição regular) e CD+DVD (edição limitada), as duas possuem o mesmo tracklist e as mesmas faixas, porém o DVD contém videos da Ayaka em Torino.

## Faixas
Faixas do álbum 4tsu no L:

### CD
| N.º | Título                              | Letras                        | Música                               | Duração |  |
| 1.  | "Chikai (誓い)"                     | Kobayashi Tateki              | Kobayashi Tateki / Seiji Kameda      | 4:41    |  |
| 2.  | "Theme of LIVE -Interlude-"         | Ayaka Hirahara                | Yuichi Nitta                         | 1:42    |  |
| 3.  | "Circle Game"                       | Matsui Gorou                  | 2 SOUL por 2 Soul Music, Inc.        | 4:13    |  |
| 4.  | "Reset"                             | TAK & BABY                    | JUN / Nobuyoshi Takeshita            | 4:09    |  |
| 5.  | "I will be with you"                | Shinichiro Murayama           | Shinichiro Murayama                  | 4:13    |  |
| 6.  | "Theme of LIFE -Interlude-"         | -                             | Yuichi Nitta                         | 2:05    |  |
| 7.  | "WILL"                              | Yuichi Nitta                  | Yuichi Nitta                         | 4:40    |  |
| 8.  | "Starting line (スタート・ライン)"  | Ayaka Hirahara                | Kan Sawada                           | 6:45    |  |
| 9.  | "Theme of LUCK -Interlude-"         | Ayaka Hirahara                | Ayaka Hirahara / Yuichi Nitta        | 1:53    |  |
| 10. | "Hajimari no Kaze (はじまりの風)"   | Michikawa Himari              | ID / YANAGIMAN                       | 4:45    |  |
| 11. | "Aries no Hoshi (アリエスの星)"     | Ayaka Hirahara                | Miyagawa Akira                       | 4:38    |  |
| 12. | "Mirai no Bokura ni (未来の僕らに)" | Ayaka Hirahara                | 2 SOUL por 2 Soul Music, Inc.        | 4:42    |  |
| 13. | "Theme of LOVE -Interlude-"         | Ayaka Hirahara                | Ayaka Hirahara                       | 0:46    |  |
| 14. | "Eternally"                         | Ayaka Hirahara / Matsui Gorou | Ayaka Hirahara                       | 4:05    |  |
| 15. | "Music"                             | Ayaka Hirahara                | Yuichi Nitta / Seiji Kameda          | 5:15    |  |
| 16. | "Chikai (誓い) (Album Version)"     | Kobayashi Tateki              | Ken Kobayashi Tatsuki / Seiji Kameda | 3:48    |  |

### DVD[2]
1. "Juramento" Video Promocional (「誓い」プロモーション・ビデオ)
2. Video Especial: "Mini-filme Ayaka in TORINO" (スペシャル映像“Mini-Movie:Ayaka in TORINO”)
3. Photo Book Suplemento Especial "Ayaka em Torino" ~todas as cores 12P~ (別冊スペシャルフォト・ブック 　 “ Ayaka in TORINO”（オールカラー 12P）)
4. Trevo de quatro folhas (「4つのL」四つ葉のクローバーステッカーLove, Life, Luck, Live （4色、4種）のいずれかが1枚封入されています。)